# Paolo Tagliamento

Paolo Tagliamento nella Sala dei Battuti a Conegliano. Photo by Corrado Piccoli.

Paolo Tagliamento (Conegliano, 11 marzo 1997) è un violinista italiano.

## Biografia
Paolo Tagliamento è un violinista italiano. 
Si è diplomato nel 2013 a soli 15 anni con il massimo dei voti, lode e menzione speciale al Conservatorio di Musica Giuseppe Verdi (Milano), sotto la guida di Maria Caterina Carlini.
Nel 2015 è diventato il primo e ad ora unico vincitore italiano dal 1982 del Concorso Internazionale di violino Premio Rodolfo Lipizer. Successivamente, ha studiato all'Accademia Chigiana di Siena e all'Accademia Stauffer di Cremona con Salvatore Accardo, e dal 2014 al 2017 ha perfezionato i suoi studi alla Escuela Superior de Música Reina Sofía di Madrid con Ana Chumachenco, grazie a una borsa di studio offerta da John Elkann – FIAT.L'ambiente madrileno si rivela un punto di svolta per la sua formazione musicale, grazie al contatto con grandi musicisti nella fervente capitale spagnola.
Dal 2017, continua il suo perfezionamento con la prof.ssa Ana Chumachenco presso la Hochschule für Musik und Theater di Monaco di Baviera, dove ha conseguito sia il Master in Violino sia il Master Solistico.

## Carriera
Tagliamento si è esibito in numerose sale da concerto in Europa, Asia e Australia, collaborando con orchestre come I Pomeriggi Musicali di Milano, la Chamber Music Society of Colombo, la Bad Reichenhaller Philarmonie, l'Orchestre de Chambre de Toulouse, la Art of Sound Orchestra di Melbourne e i celebri Solisti di Mosca sotto la direzione di Yuri Bashmet.  È anche membro dei Solisti di Radio Veneto Uno, prima orchestra da camera e sinfonica di una radio privata italiana, con la quale ha collabrato alla diffusione della grande musica nel territorio.
Ha tenuto concerti presso o per conto di molte sedi diplomatiche: Bruxelles, Colombo, Caracas, Atene, La Valletta, Dublino, Istanbul, Melbourne, Sydney, Brisbane, dando un significativo contributo alla diffusione della cultura italiana nel mondo.
Ha all'attivo dal 2019 una collaborazione concertistica col chitarrista Massimo Scattolin, con il quale svolge una importante tournée australiana nel 2020, seguita da concerti in Italia e Germania e l'incisione di un CD live, nonché attività di beneficenza. Nel 2023 incidono "Omaggio a Morricone", spettacolo-tour di musica e prosa.
Dal 2021 sono ospiti del comitato del "Premio Iolanda", premio letterario ideato da Vera Slepoj e Davide Paolini e del premio "I Sassi di Matera".
Nel 2021 ha debuttato con la celebre Venice Baroque Orchestra diretta da Andrea Marcon e nel 2022 ha registrato l'integrale delle Sonate di Brahms per la Fondazione Cariverona.
Nel 2023, come membro del Trio Michelangeli, ha vinto il terzo premio all'Osaka International Chamber Music Competition. Nel 2024 è stato invitato come solista e docente di masterclass presso El Sistema a Caracas.
Nel 2025 torna in Australia per dei concerti all'Italian Forum di Sydney e alla Griffith University di Brisbane. Con l'occasione, a fine di entrambi i concerti fa il suo debutto come tenore leggero, cantando arie di Bellini e Rossini.
A Sydney tiene una Masterclass con gli studenti del conservatorio presso l'Istituto Italiano di Cultura.

Da alcuni anni ha l'onore di ricevere la stima ed i consigli artistici del grande violinista italiano Uto Ughi.

## Strumenti
Paolo Tagliamento suona un violino Pietro Giacomo Rogeri del 1701 detto "il Milanollo", concesso dalla Fondazione Pro Canale di Milano.

## Premi e riconoscimenti
- 2015: Primo Premio, Premio Rodolfo Lipizer
- 2023: Terzo Premio, Osaka International Chamber Music Competition[2]